# Complejo universitario San Pietro Martire
El complejo universitario San Pietro Martire (simplemente Porta di Massa en el contexto universitario) es un edificio en Nápoles, que se abre a lo largo de Via Porta di Massa, 1, en la esquina con Corso Umberto I.
Desde 1961 alberga el Departamento de Humanidades de la Universidad Federico II de Nápoles, que incluye las licenciaturas en Arqueología e Historia del Arte, Disciplinas de la Música y las Artes Escénicas, Filología, Filosofía, Letras, Lenguas y Literaturas, Psicología e Historia. Es uno de los claustros monumentales de la ciudad de Nápoles.

## Historia
El edificio fue construido en 1557 por el arquitecto Giovanni Francesco Di Palma durante un plan general de renovación del complejo dominicano. Durante las obras, se dotó a la estructura de un interesante sistema de abastecimiento de agua que recogía agua de todos los puntos del convento y alimentaba las fuentes del claustro; la fuente central se alimentaba del acueducto de Bolla.
A principios del siglo XVII, nació la academia homónima en el monasterio de San Pietro Martire donde se reunían los nobles; uno de sus miembros más ilustres fue Onofrio Riccio, médico y filósofo. En el mismo período, la peste de 1656, que no perdonó a los frailes dominicos, representó una página negra en la historia del complejo religioso.
No obstante, a lo largo de su existencia el monasterio organizó fiestas populares e incluso comedias. Sin embargo, en 1808 fue suprimida por voluntad de Giuseppe Bonaparte y la estructura se convirtió durante mucho tiempo en una fábrica de tabaco, hasta que en 1961 se convirtió en universidad. El complejo fue restaurado después del terremoto de 1980.
La estructura del palacio es cuadrangular: cada lado tiene siete arcos, con una fuente de mármol del siglo XVI en el centro.

## Descripción

### Cursos de estudio de tres años
- Arqueología, Historia de las Artes y Ciencias del Patrimonio Cultural
- Filosofía
- Letras clásicas
- Letras modernas
- Lenguas, culturas y literaturas europeas modernas
- Ciencias y Técnicas Psicológicas
- Historia

### Cursos de maestría
- Arqueología e Historia del Arte
- Coordinación de Servicios Educativos para la Primera Infancia y Precariedad Social
- Disciplinas de la Música y las Artes Escénicas. Historia y Teoría.
- Filología moderna
- Filología, Literatura y Civilización del Mundo Antiguo
- Filosofía
- Lenguas y Literaturas para el Plurilingüismo Europeo
- Gestión del Patrimonio Cultural
- Psicología
- Ciencias Históricas

## Transportación
Se puede llegar a la oficina de la Universidad de Federico II en via Porta di Massa a través de:
- Línea 1, Universidad
- Líneas 202, C57, E1, E2, R2